# Broad's Green
Broad's Green is een gehucht in het bestuurlijke gebied Chelmsford, in het Engelse graafschap Essex. Het maakt deel van de civil parish Great Waltham.